# Morti nel 1914
| Questa pagina contiene informazioni ricavate automaticamente dalle voci biografiche con l'ausilio del template Bio e di un bot. L'aggiornamento è periodico e automatico e ricostruisce completamente la pagina. Se manca una persona in questa lista, sei pregato di non aggiungerla, ma accertati piuttosto che la sua voce biografica contenga il template Bio e che i dati anagrafici siano correttamente compilati. Se il template Bio manca, inseriscilo tu stesso o, in alternativa, metti l'avviso {{tmp\|Bio}} che ne segnala la mancanza. Se i dati riportati sono sbagliati, correggi direttamente la voce biografica; le modifiche saranno visibili in questa lista entro pochi giorni. Per chiarimenti vedi il progetto biografie. La lista contiene solo le 576 persone che sono citate nell'enciclopedia e per le quali è stato implementato correttamente il template Bio. Pagina aggiornata al 18 giu 2025. |

## Gennaio(45)
- 3 gennaio - Stéphane Raoul Pugno, compositore, insegnante e pianista francese (n. 1852)
- 4 gennaio - Carlo Bertuzzi, arcivescovo cattolico italiano (n. 1826)
- 4 gennaio - Adolfo Cardin Fontana, avvocato e politico italiano
- 4 gennaio - Silas Weir Mitchell, medico e scrittore statunitense (n. 1829)
- 6 gennaio - Giovanni Goiran, militare e politico italiano (n. 1842)
- 7 gennaio - Paul Perquer, velista francese (n. 1859)
- 7 gennaio - Ottavio Serena, magistrato, prefetto e politico italiano (n. 1837)
- 8 gennaio - Simon Bolivar Buckner, generale e politico statunitense (n. 1823)
- 9 gennaio - Giovanni Maria Diamare, vescovo cattolico e teologo italiano (n. 1837)
- 9 gennaio - Gladys Rankin, commediografa e sceneggiatrice statunitense (n. 1874)
- 10 gennaio - Léonie Aviat, religiosa francese (n. 1844)
- 10 gennaio - Antonino Fiocca, magistrato e politico italiano (n. 1835)
- 10 gennaio - Küçük Mehmed Said Pascià, politico ottomano (n. 1838)
- 10 gennaio - George Peckham, aracnologo, entomologo e naturalista statunitense (n. 1845)
- 10 gennaio - Francesco Spirito, avvocato, patriota e politico italiano (n. 1842)
- 14 gennaio - Giovanni Barracco, politico e alpinista italiano (n. 1829)
- 15 gennaio - Ellen Giles, giornalista, storico dell'arte e etnografa statunitense (n. 1874)
- 15 gennaio - Friedrich Leo, filologo classico e latinista tedesco (n. 1851)
- 15 gennaio - Feodosij Nikolaevič Černyšëv, geologo e paleontologo russo (n. 1856)
- 16 gennaio - Itō Sukeyuki, ammiraglio giapponese (n. 1843)
- 17 gennaio - Fernand Foureau, esploratore e geografo francese (n. 1850)
- 18 gennaio - Andrea Fiore, vescovo cattolico italiano (n. 1853)
- 19 gennaio - Filippo Carcano, pittore italiano (n. 1840)
- 19 gennaio - Ede Pallavicini, nobile, imprenditore e politico ungherese (n. 1845)
- 19 gennaio - Georges Picquart, militare e politico francese (n. 1854)
- 20 gennaio - Federico Fabiani, scultore italiano (n. 1835)
- 20 gennaio - Deva Shamsher Jang Bahadur Rana, politico nepalese (n. 1862)
- 20 gennaio - Harry Rosenbusch, geologo e mineralogista tedesco (n. 1836)
- 21 gennaio - Theodor Kittelsen, pittore norvegese (n. 1857)
- 21 gennaio - Dmitrij Aleksandrovič Klemenc, rivoluzionario, etnografo e archeologo russo (n. 1848)
- 23 gennaio - Augusto Castellani, orafo italiano (n. 1829)
- 23 gennaio - George W. Johnson, cantante statunitense (n. 1846)
- 24 gennaio - David Gill, astronomo britannico (n. 1843)
- 24 gennaio - Giuseppe Ricca Rosellini, agronomo italiano (n. 1834)
- 26 gennaio - José Gabriel del Rosario Brochero, presbitero argentino (n. 1840)
- 26 gennaio - Matthew Makil, vescovo cattolico indiano (n. 1851)
- 26 gennaio - Ottavio Morisani, ginecologo e politico italiano (n. 1835)
- 26 gennaio - Jane Morris, modella britannica (n. 1839)
- 27 gennaio - Mogens Ballin, pittore danese (n. 1871)
- 27 gennaio - Coriolano Biacchi, compositore italiano (n. 1834)
- 27 gennaio - Pilade Gay, tipografo, giornalista e politico italiano (n. 1870)
- 30 gennaio - Paul Déroulède, politico, scrittore e militare francese (n. 1846)
- 30 gennaio - Salvatore Tolu, arcivescovo cattolico italiano (n. 1848)
- 31 gennaio - Casimiro Gennari, cardinale italiano (n. 1839)
- 31 gennaio - Domenico Melegatti, pasticciere italiano (n. 1844)

## Febbraio(41)
- 1º febbraio - Aoki Shuzo, politico e diplomatico giapponese (n. 1844)
- 1º febbraio - Floriano Del Zio, patriota e politico italiano (n. 1831)
- 1º febbraio - Aleksandr Mihajlovič Dodonov, tenore russo (n. 1837)
- 4 febbraio - Frederick Lorz, maratoneta statunitense (n. 1884)
- 4 febbraio - Sigmund Mogulesko, cantante, attore e compositore statunitense (n. 1858)
- 4 febbraio - Giovanni Tortoli, linguista e filologo italiano (n. 1832)
- 5 febbraio - Cesare Fani, politico italiano (n. 1844)
- 5 febbraio - Niccolò Giannotta, editore italiano (n. 1846)
- 5 febbraio - Adalbert von Waltenhofen, fisico austriaco (n. 1828)
- 7 febbraio - Joseph Auguste Émile Vaudremer, architetto francese (n. 1829)
- 8 febbraio - Francesc Berenguer, architetto spagnolo (n. 1866)
- 11 febbraio - Giacinto Bianchi, religioso e missionario italiano (n. 1835)
- 11 febbraio - Alexander Ross Clarke, militare e geodeta inglese (n. 1828)
- 11 febbraio - Albert Günther, zoologo tedesco (n. 1830)
- 11 febbraio - Armin Pavić, linguista croato (n. 1844)
- 11 febbraio - Thutob Namgyal, sovrano (n. 1860)
- 13 febbraio - Franz Alt, pittore austriaco (n. 1824)
- 13 febbraio - Alphonse Bertillon, criminologo francese (n. 1853)
- 13 febbraio - Giovanni Cuppari, ingegnere italiano (n. 1852)
- 15 febbraio - Giuseppe Vigoni, esploratore, geografo e politico italiano (n. 1846)
- 16 febbraio - Fausto Bagatti Valsecchi, architetto e avvocato italiano (n. 1843)
- 16 febbraio - Theodore Low De Vinne, tipografo statunitense (n. 1828)
- 16 febbraio - Maria di Leuchtenberg, principessa (n. 1841)
- 17 febbraio - Michele Amato Pojero, politico italiano (n. 1850)
- 17 febbraio - Fanny Van de Grift, avventuriera statunitense (n. 1840)
- 18 febbraio - Jacques Huber, botanico svizzero (n. 1867)
- 19 febbraio - Vladimir Donatovič Orlovskij, pittore ucraino (n. 1842)
- 20 febbraio - William Whitman Bailey, botanico e chimico statunitense (n. 1843)
- 22 febbraio - Gennaro Abbagnara, pittore italiano (n. 1845)
- 22 febbraio - Ivor Guest, I barone Wimborne, imprenditore e politico britannico (n. 1835)
- 22 febbraio - Mariano Trías, politico filippino (n. 1868)
- 23 febbraio - Aleksandr Aleksandrovič Lieven, ammiraglio russo (n. 1860)
- 23 febbraio - Gian Maria Solinas Apostoli, avvocato e politico italiano (n. 1836)
- 24 febbraio - Eugène Balme, tiratore a segno francese (n. 1874)
- 24 febbraio - Joshua Chamberlain, docente, politico e generale statunitense (n. 1828)
- 25 febbraio - John Tenniel, pittore e illustratore britannico (n. 1820)
- 26 febbraio - Pëtr Petrovič Semënov-Tjan-Šanskij, geografo, esploratore e statistico russo (n. 1827)
- 26 febbraio - Pierre Souvestre, avvocato, giornalista e scrittore francese (n. 1874)
- 27 febbraio - Costantino V di Costantinopoli, arcivescovo ortodosso greco (n. 1833)
- 27 febbraio - Johannes Baptist Katschthaler, cardinale e arcivescovo cattolico austriaco (n. 1832)
- 28 febbraio - Georg Joachimsthal, medico e chirurgo tedesco (n. 1863)

## Marzo(40)
- 1º marzo - Gilbert Elliot-Murray-Kynynmound, IV conte di Minto, nobile, militare e politico inglese (n. 1845)
- 1º marzo - Jorge Newbery, aviatore, scienziato e sportivo argentino (n. 1875)
- 4 marzo - William Hamilton, calciatore nordirlandese (n. 1859)
- 4 marzo - Georg von Kopp, cardinale e vescovo cattolico tedesco (n. 1837)
- 5 marzo - Georgij Jakovlevič Sedov, navigatore, esploratore e cartografo russo (n. 1877)
- 6 marzo - Girolamo Rossi, archeologo, storico e numismatico italiano (n. 1831)
- 6 marzo - George Washington Vanderbilt II, collezionista d'arte statunitense (n. 1862)
- 7 marzo - Antonino Salinas, archeologo e numismatico italiano (n. 1841)
- 9 marzo - Edward Hubert Butler Sr., giornalista statunitense (n. 1850)
- 9 marzo - Nicola Vischi, avvocato e politico italiano (n. 1849)
- 11 marzo - Leonardo Luigi Banzi, pittore e ceramista italiano (n. 1845)
- 12 marzo - George Westinghouse, inventore e imprenditore statunitense (n. 1846)
- 13 marzo - Maria Álvarez Tubau, attrice teatrale spagnola (n. 1854)
- 13 marzo - Filippo Bacciu, vescovo cattolico italiano (n. 1838)
- 15 marzo - Donato Jaja, filosofo italiano (n. 1839)
- 15 marzo - William Raphael, pittore canadese (n. 1833)
- 16 marzo - Gaston Calmette, giornalista francese (n. 1858)
- 16 marzo - Charles Albert Gobat, politico svizzero (n. 1843)
- 16 marzo - Edward Singleton Holden, astronomo statunitense (n. 1846)
- 16 marzo - John Murray, oceanografo britannico (n. 1841)
- 17 marzo - Antun Gustav Matoš, scrittore e giornalista croato (n. 1873)
- 17 marzo - McKee Rankin, regista, commediografo e attore teatrale canadese (n. 1844)
- 18 marzo - Adolph Francis Alphonse Bandelier, archeologo statunitense (n. 1840)
- 18 marzo - Giuseppe Buonamici, compositore, pianista e musicologo italiano (n. 1846)
- 18 marzo - Giuseppe Mercalli, geologo, sismologo e vulcanologo italiano (n. 1850)
- 21 marzo - August Wöhler, ingegnere tedesco (n. 1819)
- 22 marzo - François Cosserat, ingegnere e matematico francese (n. 1852)
- 22 marzo - Luigi Faravelli, ammiraglio italiano (n. 1852)
- 22 marzo - Otto Harnack, storico della letteratura tedesco (n. 1857)
- 23 marzo - Rebecca Ar-Rayès, monaca cristiana e santa libanese (n. 1832)
- 25 marzo - Frédéric Mistral, scrittore e poeta francese (n. 1830)
- 27 marzo - Spencer Gore, pittore britannico (n. 1878)
- 27 marzo - Joséphine Houssay, pittrice e litografa francese (n. 1840)
- 29 marzo - Paolito Somazzi, architetto svizzero (n. 1873)
- 30 marzo - Émile Gentil, ufficiale e esploratore francese (n. 1866)
- 30 marzo - Tito Mattei, compositore, pianista e direttore d'orchestra italiano (n. 1839)
- 30 marzo - John Henry Poynting, fisico britannico (n. 1852)
- 31 marzo - Christian Morgenstern, poeta e scrittore tedesco (n. 1871)
- 31 marzo - Timothy Daniel Sullivan, giornalista, politico e poeta irlandese (n. 1827)
- 31 marzo - Hubert von Herkomer, pittore, incisore e scrittore tedesco (n. 1849)

## Aprile(35)
- 1º aprile - Sophus Mads Jørgensen, chimico danese (n. 1837)
- 1º aprile - Angelo Mariani, chimico francese (n. 1838)
- 2 aprile - Paul Johann Ludwig Heyse, scrittore, poeta e drammaturgo tedesco (n. 1830)
- 5 aprile - Bernard Borggreve, botanico tedesco (n. 1836)
- 6 aprile - Eugenia Attendolo Bolognini Litta, nobildonna italiana (n. 1837)
- 6 aprile - Józef Chełmoński, pittore polacco (n. 1849)
- 7 aprile - Luigi Chialiva, pittore e architetto svizzero (n. 1841)
- 7 aprile - Ayub Khan, emiro afghano (n. 1857)
- 9 aprile - Imperatrice Shōken, imperatrice giapponese (n. 1849)
- 10 aprile - François-Adolphe Grison, pittore francese (n. 1845)
- 11 aprile - Carl Chun, biologo tedesco (n. 1852)
- 11 aprile - Elena Guerra, religiosa italiana (n. 1835)
- 11 aprile - Lucien Perey, scrittrice e storica svizzera (n. 1825)
- 11 aprile - Giovanni Pozza, critico teatrale, critico musicale e giornalista italiano (n. 1852)
- 14 aprile - Antonio Frixione, pittore e incisore italiano (n. 1843)
- 15 aprile - Federico di Hohenau, nobile tedesco (n. 1857)
- 16 aprile - Hermann Ahlwardt, pubblicista e politico tedesco (n. 1846)
- 16 aprile - Samuel Rutherford Crockett, romanziere e presbitero britannico (n. 1859)
- 16 aprile - George William Hill, astronomo e matematico statunitense (n. 1838)
- 19 aprile - Morton Betts, calciatore inglese (n. 1847)
- 19 aprile - Charles Sanders Peirce, matematico, filosofo e semiologo statunitense (n. 1839)
- 21 aprile - Pietro Poppi, fotografo e pittore italiano (n. 1833)
- 21 aprile - Fanny Vanzi Mussini, scrittrice e traduttrice italiana (n. 1852)
- 23 aprile - Jules Didier, pittore e litografo francese (n. 1831)
- 23 aprile - Edward Robert Hughes, pittore inglese (n. 1851)
- 24 aprile - Benedetto Menni, presbitero italiano (n. 1841)
- 25 aprile - Géza Fejérváry, generale ungherese (n. 1833)
- 26 aprile - Eduard Suess, geologo austriaco (n. 1831)
- 26 aprile - Konstantin von Trauttenberg, diplomatico e nobile austriaco (n. 1841)
- 27 aprile - Domenico Biondi, medico italiano (n. 1855)
- 27 aprile - Emanuele Gonzaga, nobile italiano (n. 1858)
- 28 aprile - Francesco Bruno, magistrato e politico italiano (n. 1828)
- 29 aprile - Alessandro Franchi, pittore italiano (n. 1838)
- 29 aprile - Giuseppe de Blasiis, storico e patriota italiano (n. 1832)
- 30 aprile - Isidoro Falchi, archeologo italiano (n. 1838)

## Maggio(37)
- 1º maggio - Jerônimo José Telles Júnior, pittore, disegnatore e politico brasiliano (n. 1851)
- 2 maggio - John Campbell, IX duca Argyll, militare e politico britannico (n. 1845)
- 2 maggio - Alfred Stratford, calciatore inglese (n. 1853)
- 2 maggio - Newton Horace Winchell, geologo statunitense (n. 1839)
- 3 maggio - Élisabeth Leseur, mistica francese (n. 1866)
- 4 maggio - Gustavo Cipriani, imprenditore e politico italiano (n. 1847)
- 4 maggio - Paolo Giorza, compositore italiano (n. 1832)
- 4 maggio - Pio da Langogne, arcivescovo cattolico francese (n. 1850)
- 5 maggio - Vincenzo Giglio, mafioso italiano (n. 1880)
- 8 maggio - Giovanni Antonelli, anatomista italiano (n. 1838)
- 9 maggio - Arthur Cumming, pattinatore artistico su ghiaccio britannico (n. 1889)
- 9 maggio - Paul-Louis-Toussaint Héroult, scienziato francese (n. 1863)
- 9 maggio - Vincenzo Palizzolo Gravina, storico italiano (n. 1831)
- 9 maggio - Vincenzo de Romita, naturalista italiano (n. 1838)
- 10 maggio - Lillian Nordica, soprano statunitense (n. 1857)
- 10 maggio - William Alexander Smith, militare scozzese (n. 1854)
- 10 maggio - Ernst von Schuch, direttore d'orchestra austriaco (n. 1846)
- 11 maggio - Daniel De Leon, giornalista, politico e sindacalista statunitense (n. 1852)
- 12 maggio - Luigi Canepa, compositore e patriota italiano (n. 1849)
- 12 maggio - Eugenio Montero Ríos, politico spagnolo (n. 1832)
- 12 maggio - Konstandìnos Sàthas, bizantinista greco (n. 1842)
- 15 maggio - Jovan Skerlić, scrittore e critico letterario serbo (n. 1877)
- 17 maggio - Carl Haber, ingegnere minerario tedesco (n. 1833)
- 17 maggio - Antonio Grisanti, attore italiano (n. 1859)
- 18 maggio - Edward Russell Ayrton, egittologo e archeologo inglese (n. 1882)
- 18 maggio - Charles Carter Drury, ammiraglio canadese (n. 1846)
- 18 maggio - Charles Sprague Pearce, pittore statunitense (n. 1851)
- 19 maggio - Cesare Augusto Detti, pittore italiano (n. 1847)
- 20 maggio - Ines Oddone, sindacalista e giornalista italiana (n. 1874)
- 21 maggio - Ernest Granger, politico e militare francese (n. 1844)
- 26 maggio - Raoul Mesnier de Ponsard, ingegnere portoghese (n. 1848)
- 26 maggio - Jacob Riis, giornalista e fotografo danese (n. 1849)
- 27 maggio - Enrico Quajat, entomologo italiano (n. 1848)
- 27 maggio - Joseph Wilson Swan, chimico, medico e inventore inglese (n. 1828)
- 29 maggio - Joseph Gérard, missionario francese (n. 1831)
- 29 maggio - Ahmad al-Muadzam Shah di Pahang, sovrano malese (n. 1836)
- 31 maggio - Angelo Moriondo, inventore e imprenditore italiano (n. 1851)

## Giugno(41)
- 1º giugno - Árpád Feszty, pittore ungherese (n. 1856)
- 1º giugno - Giovanni Battista Traverso, mineralogista e paleontologo italiano (n. 1843)
- 2 giugno - Filippo Cevasco, aviatore italiano (n. 1889)
- 3 giugno - Robert Smith, calciatore scozzese (n. 1848)
- 4 giugno - William Anson, giurista inglese (n. 1843)
- 4 giugno - Fausto Valsecchi, poeta e traduttore italiano (n. 1890)
- 5 giugno - Charles Bingham, IV conte di Lucan, nobile e ufficiale irlandese (n. 1830)
- 5 giugno - Ludimar Hermann, fisiologo e logico tedesco (n. 1838)
- 5 giugno - Hubert Heron, calciatore inglese (n. 1852)
- 5 giugno - Julius Schubring, filologo classico tedesco (n. 1839)
- 6 giugno - Gabriel Ferrier, pittore francese (n. 1847)
- 6 giugno - Hugo Kronecker, fisiologo tedesco (n. 1839)
- 6 giugno - Adolf Lieben, chimico austriaco (n. 1836)
- 8 giugno - Giuseppe Sordini, archeologo, critico d'arte e funzionario italiano (n. 1853)
- 9 giugno - Charles Giron, pittore svizzero (n. 1850)
- 10 giugno - Karl Frenzel, scrittore tedesco (n. 1827)
- 10 giugno - Ödön Lechner, architetto ungherese (n. 1845)
- 11 giugno - Adolfo Federico V di Meclemburgo-Strelitz, sovrano tedesco (n. 1848)
- 12 giugno - Barclay Vincent Head, numismatico britannico (n. 1844)
- 14 giugno - Adlai Stevenson I, politico statunitense (n. 1835)
- 14 giugno - Gustav Uhlig, filologo classico e educatore tedesco (n. 1838)
- 14 giugno - Gaspar Vianna, medico brasiliano (n. 1885)
- 15 giugno - Lodewijk Thomson, militare e politico olandese (n. 1869)
- 16 giugno - Ferdinand Adolf Kehrer, ginecologo tedesco (n. 1837)
- 17 giugno - Felice Rignon, nobile e politico italiano (n. 1829)
- 19 giugno - Brandon Thomas, attore e drammaturgo inglese (n. 1848)
- 21 giugno - Bertha von Suttner, scrittrice austriaca (n. 1843)
- 21 giugno - Carl Benjamin Klunzinger, medico e zoologo tedesco (n. 1834)
- 22 giugno - Thomas H. White, inventore e imprenditore statunitense (n. 1836)
- 23 giugno - Gustave Garaud, pittore francese (n. 1844)
- 23 giugno - Guido Sommi Picenardi, storico e letterato italiano (n. 1839)
- 25 giugno - Giorgio II di Sassonia-Meiningen, sovrano tedesco (n. 1826)
- 25 giugno - Frederick William True, biologo statunitense (n. 1858)
- 27 giugno - Giulio Gianelli, poeta e scrittore italiano (n. 1879)
- 28 giugno - Camillo Boito, architetto, restauratore e teorico dell'architettura italiano (n. 1836)
- 28 giugno - Giovanni Battista Cerruti, esploratore italiano (n. 1850)
- 28 giugno - Sophie Chotek von Chotkowa, nobildonna ceca (n. 1868)
- 28 giugno - Francesco Ferdinando d'Austria-Este, nobile e militare austriaco (n. 1863)
- 30 giugno - Francis Charteris, X conte di Wemyss, politico scozzese (n. 1818)
- 30 giugno - Tommaso Parodi, critico letterario italiano (n. 1886)
- 30 giugno - Georges Perrot, archeologo e grecista francese (n. 1832)

## Luglio(33)
- 1º luglio - Alberto Pollio, generale italiano (n. 1852)
- 2 luglio - Joseph Chamberlain, politico britannico (n. 1836)
- 2 luglio - Johann Schwarz, calciatore austriaco (n. 1891)
- 2 luglio - Luigi Varanini, militare italiano (n. 1892)
- 4 luglio - Michele Catti, pittore italiano (n. 1855)
- 4 luglio - Sydney Grundy, drammaturgo e librettista inglese (n. 1848)
- 6 luglio - Delmira Agustini, poetessa uruguaiana (n. 1886)
- 6 luglio - Giuseppe Lorenzoni, astronomo e scienziato italiano (n. 1843)
- 6 luglio - Karl Schaden, architetto austriaco (n. 1843)
- 7 luglio - Giorgio Arcoleo, giurista e politico italiano (n. 1848)
- 9 luglio - Charles Ragon de Bange, militare e progettista francese (n. 1833)
- 11 luglio - Winifred Hardinge, baronessa Hardinge di Penshurst, nobildonna inglese (n. 1868)
- 11 luglio - Julius Rodenberg, poeta, scrittore e editore tedesco (n. 1831)
- 13 luglio - Charles Buls, politico belga (n. 1837)
- 13 luglio - Francis Egerton, III conte di Ellesmere, nobile e ufficiale inglese (n. 1847)
- 13 luglio - Gian Pietro Lucini, poeta, scrittore e critico letterario italiano (n. 1867)
- 13 luglio - Joan Röell, politico e avvocato olandese (n. 1844)
- 14 luglio - Maria Zambaco, modella e artista britannica (n. 1843)
- 16 luglio - Carl Kockelkorn, compositore di scacchi tedesco (n. 1843)
- 17 luglio - Giuseppe Majelli, magistrato e politico italiano (n. 1827)
- 19 luglio - Pietro Cignaghi, calciatore italiano (n. 1867)
- 19 luglio - Johann Puch, ingegnere e imprenditore austriaco (n. 1862)
- 20 luglio - Stefano Bersani, pittore e decoratore italiano (n. 1872)
- 20 luglio - Inigo Jones, generale britannico (n. 1848)
- 22 luglio - William Burton, golfista statunitense (n. 1875)
- 22 luglio - George Crum, cuoco statunitense (n. 1824)
- 22 luglio - Charles Maurin, pittore e incisore francese (n. 1856)
- 22 luglio - Jurji Zaydan, scrittore e poeta libanese (n. 1861)
- 23 luglio - Charlotte Forten Grimké, docente, poetessa e attivista statunitense (n. 1837)
- 24 luglio - Giuseppe Cadenazzi, avvocato e politico italiano (n. 1840)
- 24 luglio - Adolf Martens, ingegnere e inventore tedesco (n. 1850)
- 31 luglio - Jean Jaurès, politico francese (n. 1859)
- 31 luglio - Giovanni Battista Lugari, cardinale italiano (n. 1846)

## Agosto(51)
- 1º agosto - Teresa Mariani, attrice italiana (n. 1868)
- 1º agosto - Giuseppe Speroni, ingegnere e politico italiano (n. 1825)
- 2 agosto - Gabriel Dupont, compositore francese (n. 1878)
- 2 agosto - John Philip Holland, ingegnere irlandese (n. 1840)
- 2 agosto - Albert Mayer, militare tedesco (n. 1892)
- 2 agosto - Jules-André Peugeot, militare francese (n. 1893)
- 3 agosto - William B. Strong, imprenditore statunitense (n. 1837)
- 3 agosto - Geremia Bonomelli, vescovo cattolico italiano (n. 1831)
- 3 agosto - Louis Couturat, matematico, logico e glottoteta francese (n. 1868)
- 4 agosto - Hubertine Auclert, attivista francese (n. 1848)
- 5 agosto - Jules Lemaître, scrittore francese (n. 1853)
- 6 agosto - Ellen Louise Wilson, first lady statunitense (n. 1860)
- 7 agosto - Jesper Jespersen, compositore di scacchi danese (n. 1848)
- 7 agosto - Marcel Kerff, ciclista su strada belga (n. 1866)
- 8 agosto - Rudolf Douala Manga Bell, politico camerunese (n. 1873)
- 8 agosto - Christoph Friedrich Heinle, poeta e filologo tedesco (n. 1894)
- 8 agosto - Albano Lugli, pittore e ceramista italiano (n. 1834)
- 9 agosto - Roque Sáenz Peña, politico e avvocato argentino (n. 1851)
- 9 agosto - Giorgio Sommer, fotografo tedesco (n. 1834)
- 11 agosto - Emil Fischer, basso-baritono tedesco (n. 1838)
- 13 agosto - Julius Raschdorff, architetto tedesco (n. 1823)
- 14 agosto - Giuseppe Incorpora, fotografo italiano (n. 1834)
- 15 agosto - Franz Georg von Glasenapp, generale tedesco (n. 1857)
- 18 agosto - Anna Nikolaevna Esipova, pianista russa (n. 1851)
- 19 agosto - Carlo Borgatta, politico italiano (n. 1840)
- 20 agosto - Cesare Colizza, militare italiano (n. 1884)
- 20 agosto - Amélie Lundahl, pittrice finlandese (n. 1850)
- 20 agosto - Demetrio Paernio, scultore italiano (n. 1851)
- 20 agosto - Papa Pio X, papa, cardinale e vescovo cattolico italiano (n. 1835)
- 20 agosto - Franz Xaver Wernz, gesuita tedesco (n. 1842)
- 21 agosto - Charles J. Hite, imprenditore e produttore cinematografico statunitense (n. 1876)
- 21 agosto - Albert Werkmüller, velocista tedesco (n. 1879)
- 22 agosto - Daniel Mercier, calciatore francese (n. 1892)
- 22 agosto - Ernest Psichari, scrittore e militare francese (n. 1883)
- 22 agosto - Giacomo Radini-Tedeschi, vescovo cattolico e sociologo italiano (n. 1857)
- 22 agosto - Francisco Simón y Ródenas, missionario e vescovo cattolico spagnolo (n. 1849)
- 23 agosto - Maurice Dease, militare britannico (n. 1889)
- 23 agosto - Paola Pes di Villamarina, nobile italiana (n. 1838)
- 23 agosto - Federico Giovanni di Sassonia-Meiningen, principe (n. 1861)
- 24 agosto - Hubert von Grashey, psichiatra tedesco (n. 1839)
- 24 agosto - Wilhelm Lexis, economista e statistico tedesco (n. 1837)
- 24 agosto - Johannes Weiß, teologo, biblista e docente tedesco (n. 1863)
- 25 agosto - Félix Debax, schermidore francese (n. 1864)
- 27 agosto - Eugen von Böhm-Bawerk, economista austriaco (n. 1851)
- 28 agosto - Anatolij Konstantinovič Ljadov, compositore, insegnante e direttore d'orchestra russo (n. 1855)
- 28 agosto - Leberecht Maass, ammiraglio tedesco (n. 1863)
- 29 agosto - George S. Carr, matematico britannico (n. 1837)
- 29 agosto - Charles Dujardin, calciatore francese (n. 1888)
- 30 agosto - Daniel Elmer Salmon, veterinario e chirurgo statunitense (n. 1850)
- 30 agosto - Robert Merz, calciatore austriaco (n. 1887)
- 30 agosto - Aleksandr Vasil'evič Samsonov, generale russo (n. 1859)

## Settembre(53)
- 1º settembre - Ekaterina Grigor'evna Barteneva, rivoluzionaria russa (n. 1843)
- 2 settembre - Giuseppe Gatti, archeologo, epigrafista e storico italiano (n. 1838)
- 3 settembre - Albéric Magnard, compositore francese (n. 1865)
- 4 settembre - Theodor Weber, medico e patologo tedesco (n. 1829)
- 5 settembre - Charles Péguy, scrittore, poeta e saggista francese (n. 1873)
- 5 settembre - Cesira Pozzolini, scrittrice e filantropa italiana (n. 1839)
- 6 settembre - Werner Boy, matematico tedesco (n. 1879)
- 7 settembre - Alexander Brosch Edler von Aarenau, militare austro-ungarico (n. 1870)
- 8 settembre - Igino Bandi, vescovo cattolico italiano (n. 1847)
- 8 settembre - Karl Heilbronner, psichiatra tedesco (n. 1869)
- 8 settembre - Thomas Highgate, militare britannico (n. 1895)
- 8 settembre - Regina di Luanto, scrittrice italiana (n. 1862)
- 8 settembre - Johannes Schneider, calciatore tedesco (n. 1887)
- 9 settembre - Carl Goßler, canottiere tedesco (n. 1885)
- 10 settembre - Edvard Larsen, triplista norvegese (n. 1881)
- 11 settembre - Claudius Colas, esperantista francese (n. 1884)
- 11 settembre - İsmail Gaspıralı, letterato, editore e politico russo (n. 1851)
- 12 settembre - Victor Fastre, ciclista su strada belga (n. 1890)
- 13 settembre - Mustafa Fahmi, politico e militare egiziano (n. 1840)
- 13 settembre - Aniceto dos Reis Gonçalves Viana, orientalista e scrittore portoghese (n. 1840)
- 14 settembre - Chris Forney, tennista statunitense (n. 1878)
- 14 settembre - Giuseppe Guzzardi, pittore italiano (n. 1845)
- 14 settembre - George Hutson, mezzofondista britannico (n. 1889)
- 14 settembre - Theodore Wright, militare britannico (n. 1883)
- 15 settembre - Émile Lesmann, calciatore francese (n. 1891)
- 15 settembre - Franjo Marković, scrittore, drammaturgo e filosofo croato (n. 1845)
- 15 settembre - Koos de la Rey, generale e politico sudafricano (n. 1847)
- 16 settembre - Louis Bach, calciatore francese (n. 1883)
- 16 settembre - Luigi Parazzi, presbitero, bibliotecario e letterato italiano (n. 1834)
- 16 settembre - Pierre Peyrusson, nuotatore francese (n. 1881)
- 16 settembre - James Edward Sullivan, dirigente sportivo e scrittore statunitense (n. 1862)
- 17 settembre - Louis-Charles Boileau, architetto francese (n. 1837)
- 17 settembre - Marie Joseph Eugène Bridoux, generale francese (n. 1856)
- 19 settembre - Charles Devendeville, nuotatore e pallanuotista francese (n. 1882)
- 20 settembre - Ragnar Fogelmark, lottatore svedese (n. 1888)
- 20 settembre - Michele Kerbaker, linguista e glottologo italiano (n. 1835)
- 21 settembre - Flora Foster, attrice statunitense (n. 1898)
- 21 settembre - Michelangelo Guggenheim, collezionista d'arte e mercante italiano (n. 1837)
- 21 settembre - Leopold Mayer, nuotatore austriaco
- 22 settembre - Alain-Fournier, scrittore francese (n. 1886)
- 22 settembre - Guido Fusinato, politico italiano (n. 1860)
- 22 settembre - Valerio Laspro, arcivescovo cattolico italiano (n. 1827)
- 22 settembre - Eugène Petel, calciatore francese (n. 1888)
- 23 settembre - Nikol Duman, politico e rivoluzionario armeno (n. 1867)
- 24 settembre - Ladislav Jetel, calciatore boemo (n. 1886)
- 25 settembre - Theodore Nicholas Gill, zoologo statunitense (n. 1837)
- 25 settembre - Alfred Lichtenstein, scrittore tedesco (n. 1889)
- 26 settembre - August Macke, pittore tedesco (n. 1887)
- 28 settembre - Stevan Stojanović Mokranjac, compositore serbo (n. 1856)
- 29 settembre - Jean Bouin, mezzofondista francese (n. 1888)
- 29 settembre - George Adalbert von Mülverstedt, archivista, filologo e numismatico tedesco (n. 1825)
- 30 settembre - Henry Ernest Gascoyne Bulwer, politico e diplomatico britannico (n. 1836)
- 30 settembre - Henry Littlejohn, medico scozzese (n. 1826)

## Ottobre(49)
- 1º ottobre - Kitty Kielland, pittrice norvegese (n. 1843)
- 1º ottobre - Anton Marty, filosofo svizzero (n. 1847)
- 2 ottobre - Edward Villiers, V conte di Clarendon, nobile e politico inglese (n. 1846)
- 3 ottobre - Joseph Déchelette, archeologo francese (n. 1862)
- 3 ottobre - René Gâteaux, matematico francese (n. 1889)
- 4 ottobre - Aristide Naccari, architetto e storico italiano (n. 1848)
- 5 ottobre - Andrea Guarneri, politico italiano (n. 1826)
- 5 ottobre - Adolfo Giuseppe di Schwarzenberg, nobile, politico e imprenditore boemo (n. 1832)
- 6 ottobre - Albert de Mun, militare e politico francese (n. 1841)
- 6 ottobre - Aleksej Vladimirovič Stančinskij, compositore e pianista russo (n. 1888)
- 7 ottobre - Juan Alais, chitarrista argentino (n. 1844)
- 7 ottobre - William Carington, politico e ufficiale inglese (n. 1845)
- 7 ottobre - Giuseppina Vadalà, patriota italiana (n. 1824)
- 8 ottobre - Giovanni Baccelli, magistrato e politico italiano (n. 1833)
- 8 ottobre - Adelaide Crapsey, poetessa statunitense (n. 1878)
- 8 ottobre - Dimitrie Sturdza-Miclăușanu, politico rumeno (n. 1833)
- 9 ottobre - Luigi Adriano Milani, numismatico, filologo e museologo italiano (n. 1854)
- 9 ottobre - Georges de la Nézière, mezzofondista francese (n. 1878)
- 10 ottobre - Domenico Ferrata, cardinale italiano (n. 1847)
- 10 ottobre - Johann Schwarzer, regista, fotografo e produttore cinematografico austriaco (n. 1880)
- 10 ottobre - Gijsbert Van Tienhoven, politico olandese (n. 1841)
- 10 ottobre - Carlo I di Romania, principe tedesco (n. 1839)
- 12 ottobre - Oleg Konstantinovič Romanov, principe russo (n. 1892)
- 14 ottobre - Cesidio Gentile, poeta italiano (n. 1847)
- 16 ottobre - Antonino Paternò Castello, marchese di San Giuliano, politico e diplomatico italiano (n. 1852)
- 17 ottobre - Hippolyte-Jacques Hyvernaud, schermidore francese (n. 1870)
- 17 ottobre - Theodor Lipps, filosofo e psicologo tedesco (n. 1851)
- 19 ottobre - Robert Hugh Benson, scrittore e presbitero inglese (n. 1871)
- 19 ottobre - Julio Argentino Roca, politico argentino (n. 1847)
- 21 ottobre - Adam Massinger, astronomo tedesco (n. 1888)
- 21 ottobre - Árpád Pédery, ginnasta ungherese (n. 1891)
- 21 ottobre - Arthur Warncke, canottiere tedesco (n. 1880)
- 22 ottobre - Charles-Wilfrid de Bériot, pianista, compositore e insegnante francese (n. 1833)
- 22 ottobre - Annibale Certani, ingegnere e agronomo italiano (n. 1829)
- 22 ottobre - Pio Viazzi, politico, filosofo e giurista italiano (n. 1868)
- 23 ottobre - José Evaristo Uriburu, politico e avvocato argentino (n. 1831)
- 23 ottobre - Francis Heron, calciatore inglese (n. 1853)
- 24 ottobre - Paul Guillaume, storico e archivista francese (n. 1842)
- 24 ottobre - Béla Zulawszky, schermidore ungherese (n. 1869)
- 27 ottobre - Félix Bracquemond, pittore francese (n. 1833)
- 27 ottobre - Maurizio di Battenberg, nobile e militare britannico (n. 1891)
- 28 ottobre - Richard Heuberger, compositore, direttore d'orchestra e insegnante austriaco (n. 1850)
- 28 ottobre - Federico Peliti, imprenditore, fotografo e scultore italiano (n. 1844)
- 28 ottobre - Adelgonda di Baviera, principessa (n. 1823)
- 29 ottobre - Giovanni Battista Guccia, matematico italiano (n. 1855)
- 29 ottobre - Pejo Javorov, poeta bulgaro (n. 1877)
- 30 ottobre - Hugh William Grosvenor, nobile e ufficiale inglese (n. 1884)
- 30 ottobre - Ernst Stadler, poeta e critico letterario tedesco (n. 1883)
- 31 ottobre - Adolf Bachmann, storico e politico boemo (n. 1849)

## Novembre(46)
- 1º novembre - Adna Chaffee, generale statunitense (n. 1842)
- 1º novembre - Christopher Cradock, ammiraglio britannico (n. 1862)
- 2 novembre - Heinrich Burkhardt, matematico tedesco (n. 1861)
- 2 novembre - Angelo Celli, igienista e politico italiano (n. 1857)
- 2 novembre - Placido Tardy, matematico e fisico italiano (n. 1816)
- 3 novembre - Georg Trakl, poeta austriaco (n. 1887)
- 4 novembre - Lucio Campiani, compositore italiano (n. 1822)
- 4 novembre - Mario Chigi Albani della Rovere, VII principe di Farnese, principe e militare italiano (n. 1832)
- 5 novembre - William Montagu Douglas Scott, VI duca di Buccleuch, politico britannico (n. 1831)
- 5 novembre - Robert Vidal, calciatore inglese (n. 1853)
- 5 novembre - August Weismann, biologo e botanico tedesco (n. 1834)
- 7 novembre - Heinrich Vieter, missionario e vescovo cattolico tedesco (n. 1853)
- 7 novembre - Rudolf Weil, bibliotecario e numismatico tedesco (n. 1848)
- 8 novembre - Tim Boyd, golfista statunitense (n. 1861)
- 8 novembre - Alessandro D'Ancona, storico della letteratura, filologo e giornalista italiano (n. 1835)
- 8 novembre - Giovanni Battista Figari, imprenditore italiano (n. 1840)
- 8 novembre - Gaspare Finali, letterato, patriota e politico italiano (n. 1829)
- 8 novembre - Charles Barrett Lockwood, chirurgo e anatomista britannico (n. 1856)
- 9 novembre - Arturo Colautti, giornalista, scrittore e librettista italiano (n. 1851)
- 9 novembre - Jean-Baptiste Faure, baritono francese (n. 1830)
- 9 novembre - Gustave Hermite, fisico e inventore francese (n. 1863)
- 9 novembre - Teresa di Sassonia-Altenburg, nobile (n. 1836)
- 10 novembre - Nils Christoffer Dunér, astronomo svedese (n. 1839)
- 10 novembre - Bernard Gordon-Lennox, militare britannico (n. 1878)
- 11 novembre - Ronald Brebner, calciatore inglese (n. 1881)
- 11 novembre - Amedeo Crivellucci, storico italiano (n. 1850)
- 11 novembre - Baldassarre Orero, generale italiano (n. 1841)
- 12 novembre - Mordecai Cubitt Cooke, botanico e micologo britannico (n. 1825)
- 13 novembre - Dimitrie Anghel, scrittore rumeno (n. 1872)
- 14 novembre - Frederick Roberts, I conte Roberts, generale britannico (n. 1832)
- 14 novembre - Stellan Rye, regista e sceneggiatore danese (n. 1880)
- 17 novembre - František Víťazoslav Sasinek, storico e presbitero slovacco (n. 1830)
- 18 novembre - William Barbey, ingegnere svizzero (n. 1842)
- 18 novembre - Karolina Kózka, polacca (n. 1898)
- 18 novembre - Francis Vial, calciatore francese (n. 1880)
- 22 novembre - Paul Viollet, storico, archivista e bibliotecario francese (n. 1840)
- 24 novembre - Aristide Cavallari, cardinale e patriarca cattolico italiano (n. 1849)
- 24 novembre - Louis Léon Vaillant, zoologo e naturalista francese (n. 1834)
- 26 novembre - Émile Ouzou, ciclista su strada francese (n. 1870)
- 27 novembre - James Addison Reavis, truffatore statunitense (n. 1843)
- 28 novembre - Johann Wilhelm Hittorf, fisico tedesco (n. 1824)
- 28 novembre - James Stopford, V conte di Courtown, nobile irlandese (n. 1823)
- 28 novembre - Emilio Visconti Venosta, diplomatico e politico italiano (n. 1829)
- 29 novembre - Sebastiano Satta, poeta, scrittore e avvocato italiano (n. 1867)
- 30 novembre - Vladimir Anatol'evič Barjatinskij, generale russo (n. 1843)
- 30 novembre - Anselmo Lorenzo, anarchico e sindacalista spagnolo (n. 1841)

## Dicembre(43)
- 1º dicembre - François-Virgile Dubillard, cardinale e arcivescovo cattolico francese (n. 1845)
- 1º dicembre - Alfred Thayer Mahan, ammiraglio statunitense (n. 1840)
- 2 dicembre - Pietro Baragiola, imprenditore e politico italiano (n. 1854)
- 2 dicembre - John Dalrymple, XI conte di Stair, ufficiale scozzese (n. 1848)
- 3 dicembre - Henri Osti, fotografo svedese (n. 1826)
- 5 dicembre - Angelo Di Pietro, cardinale e arcivescovo cattolico italiano (n. 1828)
- 5 dicembre - Alfonso Doria Pamphili Landi, nobile e politico italiano (n. 1851)
- 5 dicembre - Sidkeong Tulku Namgyal, indiano (n. 1879)
- 5 dicembre - Tito Vignoli, filosofo e antropologo italiano (n. 1824)
- 6 dicembre - André Brouillet, pittore e illustratore francese (n. 1857)
- 6 dicembre - Eugenio Tano, pittore e patriota italiano (n. 1840)
- 8 dicembre - Melchior Anderegg, alpinista svizzero (n. 1828)
- 8 dicembre - Maximilian von Spee, ammiraglio tedesco (n. 1861)
- 9 dicembre - Giuseppina Cattani, medico italiano (n. 1859)
- 9 dicembre - Arthur van Gehuchten, neurologo belga (n. 1861)
- 10 dicembre - Robert Williams, arciere statunitense (n. 1841)
- 11 dicembre - Hugo von Hurter, teologo tedesco (n. 1832)
- 11 dicembre - Ettore Regalia, antropologo, paleontologo e psicologo italiano (n. 1842)
- 14 dicembre - Giovanni Sgambati, pianista e compositore italiano (n. 1841)
- 15 dicembre - Emilio Caracciolo di Sarno, prefetto e politico italiano (n. 1835)
- 16 dicembre - Ivan Zajc, compositore e direttore d'orchestra croato (n. 1832)
- 17 dicembre - Nicolas Benoit, militare e educatore francese (n. 1875)
- 17 dicembre - Pasquale Fiore, giurista e politico italiano (n. 1837)
- 19 dicembre - Raffaele Faccioli, ingegnere e architetto italiano (n. 1836)
- 19 dicembre - Johann Friedrich von Schulte, giurista, politico e docente tedesco (n. 1827)
- 20 dicembre - Károly Rémi, nuotatore e pallanuotista ungherese (n. 1891)
- 22 dicembre - Ion Bălaceanu, politico rumeno (n. 1828)
- 22 dicembre - Gaetano Toscano, politico italiano (n. 1827)
- 23 dicembre - Jean Alfred Fournier, dermatologo e storico francese (n. 1832)
- 24 dicembre - Julius Meinl, imprenditore austriaco (n. 1824)
- 24 dicembre - John Muir, ingegnere, naturalista e scrittore scozzese (n. 1838)
- 24 dicembre - Enrico Carlo Noë, insegnante italiano (n. 1835)
- 25 dicembre - Alessandro Bruti Liberati, nobile italiano (n. 1844)
- 25 dicembre - Oreste Petrilli, magistrato e politico italiano (n. 1838)
- 25 dicembre - Lodovico Trotti Bentivoglio, nobile, patriota e militare italiano (n. 1829)
- 27 dicembre - Charles Martin Hall, ingegnere e inventore statunitense (n. 1863)
- 27 dicembre - Patrick William Riordan, arcivescovo cattolico canadese (n. 1841)
- 28 dicembre - Carl Liebermann, chimico tedesco (n. 1842)
- 28 dicembre - Adolfo Venturi, astronomo e matematico italiano (n. 1852)
- 31 dicembre - Mimi Frellsen, fotografa norvegese (n. 1830)
- 31 dicembre - Jules Patou, ciclista su strada e pistard belga (n. 1878)
- 31 dicembre - Vittorio Poggi, avvocato, giornalista e militare italiano (n. 1833)
- 31 dicembre - Antony Wattelier, ciclista su strada e pistard francese (n. 1880)

## Senza giorno specificato(62)
- Albert Abendschein, pittore statunitense (n. 1860)
- Giovanni Aliprandi, attore teatrale italiano (n. 1824)
- William Ascroft, illustratore britannico (n. 1832)
- Ashraf os-Saltaneh, giornalista, fotografo e fotoreporter (n. 1863)
- James Atkinson, inventore e ingegnere britannico (n. 1846)
- Avlonyalı Mehmed Ferid Pascià, politico ottomano (n. 1851)
- Carmen Babiano Méndez-Núñez, pittrice spagnola (n. 1852)
- Pier Fausto Bagatti Valsecchi, architetto e storico dell'architettura italiano (n. 1886)
- John Barlas, poeta e politico britannico (n. 1860)
- Francesco Bartolini, architetto e ingegnere italiano (n. 1831)
- Giuseppe Benetti, scultore italiano (n. 1825)
- Hjalmar Bergstrøm, drammaturgo e scrittore danese (n. 1868)
- Ettore Bernich, architetto italiano (n. 1850)
- Georgij L'vovič Brusilov, navigatore e esploratore russo (n. 1884)
- Jaromír Čelakovský, storico ceco (n. 1846)
- Alexander Conze, archeologo tedesco (n. 1831)
- Robert McGowan Coventry, pittore inglese (n. 1855)
- Gaetano D'Agostino, pittore e scultore italiano (n. 1837)
- Edmond Dapples, medico e agronomo svizzero (n. 1834)
- Carlo D'Amico, militare italiano (n. 1857)
- Elisa Koch, pittrice italiana (n. 1833)
- Francesco Faranda, avvocato, politico e giurista italiano (n. 1835)
- Zaynab Fawwaz, scrittrice, poetessa e attivista libanese (n. 1860)
- Walter Holbrook Gaskell, fisiologo britannico (n. 1847)
- Niklaus Gerber, chimico svizzero (n. 1850)
- Emil Gârleanu, scrittore rumeno (n. 1878)
- Alfred Hegar, ginecologo tedesco (n. 1830)
- Leopold Hojtasch, calciatore austriaco (n. 1887)
- Altâf Hussain Hâli, poeta e critico letterario indiano (n. 1837)
- Henri-Gabriel Ibels, pittore francese (n. 1867)
- James Murray, biologo e esploratore scozzese (n. 1865)
- Arnold Lang, zoologo svizzero (n. 1855)
- Giulio Cesare Luciani, patriota e letterato italiano (n. 1826)
- Alistair Mackay, medico e esploratore britannico (n. 1878)
- Carlo Michelini di San Martino, militare italiano (n. 1854)
- Luigi Monti, scrittore e diplomatico italiano (n. 1830)
- Alessandro Mori, religioso italiano (n. 1840)
- Mírzá Muḥammad, personalità religiosa iraniano (n. 1844)
- Juan N. Navarro, generale e medico messicano (n. 1823)
- Willem Gerard van Nouhuys, scrittore olandese (n. 1854)
- Michele Palatini, politico italiano (n. 1855)
- Alessandro Palma di Cesnola, militare, diplomatico e archeologo italiano (n. 1840)
- Madame Pasca, attrice teatrale francese (n. 1835)
- Gjin Pjeter Pervizi, patriota albanese (n. 1857)
- Rosa Piazza, educatrice italiana (n. 1844)
- Angelo Porciatti, pistard italiano (n. 1872)
- Paul Reclus, medico francese (n. 1847)
- Ernst Rokosch, calciatore tedesco (n. 1889)
- Edmund Rose, chirurgo tedesco (n. 1836)
- Leopoldo Sabbatini, avvocato italiano (n. 1861)
- Diego Sarti, scultore italiano (n. 1859)
- Antonia Sitchès de Mendi, soprano e compositrice spagnola (n. 1827)
- Hans Georg Stehlin, paleontologo e geologo svizzero (n. 1870)
- George Thibaut, indologo tedesco (n. 1848)
- Philippe Édouard Léon van Tieghem, botanico francese (n. 1839)
- Eliska Vincent, attivista francese (n. 1841)
- Gustav Weymer, entomologo tedesco (n. 1833)
- Alessandro Zezzos, pittore italiano (n. 1848)
- Al-Sālimī, storico e teologo omanita
- Saqr II bin Khalid al-Qasimi, sovrano emiratino
- Augusto dos Anjos, poeta brasiliano (n. 1884)
- Publio de Tommasi, pittore italiano (n. 1848)